# فالنتاين دانيال
فالنتاين دانيال هو عالم إنسان سريلانكي، ولد في 17 فبراير 1947.